# Eugène Varlin

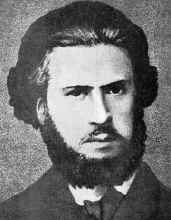
Eugène Varlin

Louis Eugène Varlin (Claye, 5 d'octubre de 1833 - París, 28 de maig de 1871) fou un militant socialista i llibertari francès, membre de la Comuna de París i la Primera Internacional.

## Internacional, cooperatives i vagues
Eugene Varlin va néixer en una família de camperols pobres. Era aprenent de pintor el 1862, i després es va convertir en artesà enquadernador a París. A continuació, descobrí a Proudhon, de qui fou lector. El 1857, va participar en la fundació de la societat de socors mutus dels enquadernadors. En 1864-1865, va animar la vaga dels enquadernadors a París. Va esdevenir en president de la societat d'estalvis de crèdit mutu dels enquadernadors que va ajudar a crear (partidari de la igualtat de gènere, va fer entrar a una alta posició a Nathalie Lemel).
El 1864 es va crear l'Associació internacional de Treballadors, sovint coneguda com la «Primera Internacional». Varlin s'hi adherí el 1865 i va participar amb el seu germà Louis i amb Nathalie Lemel, a la primera vaga dels enquadernadors. Va ser delegat el 1865 i 1866 al primer Congrés de l'AIT, a Londres i a Ginebra, on defensa contra la majoria dels delegats el dret al treball de les dones.
En aquella època, creà la Societat de solidaritat dels obrers enquadernadors de París, els estatuts de la qual evoquen a la necessitat de «continuar amb la millora constant de les condicions de vida dels treballadors enquadernadors en particular, i, en general, dels treballadors de totes les professions i de tots els països, i portar els treballadors a la possessió dels seus instruments de treball.» Els seus esforços contribueixen a la creació, el 14 de novembre de 1869, de la Federació parisenca de societats obreres, que més tard passa a tenir abast i posteriorment es convertiria en la Confederació General del Treball. Varlin participà en la creació d'una cooperativa, La Ménagére el 1867 i inaugurà el 1868, un restaurant cooperatiu, La Marmite. Aquest darrer comptarà amb 8.000 adherents i no tancarà fins després de la Comuna.
El 1868, 1869 i 1870, Varlin va ser arrestat i empresonat en diverses ocasions a causa de les vagues impulsades per l'AIT a França. El 1870, la secció de París de l'AIT va publicar un manifest contra la guerra. Eugène Varlin constituí les seccions de la Internacional a Lió, a le Creusot i a Lilla.
A la caiguda de l'Imperi, Varlin formà part, el setembre de 1870, del Comitè Central Republicà dels Vint Districtes de París i esdevingué membre del Comitè Central de la Guàrdia Nacional al davant del 193è batalló, del qual era comandant. Li va ser revocat el comandament després de la revolta del 31 d'octubre contra la política del Govern de Defensa Nacional. Durant l'hivern i el setge de París pels prussians, s'encarregà d'alimentar als necessitats, proporcionant les «olles de Varlin» amb l'assistència, especialment, de Nathalie Lemel i esdevingué secretari de la junta directiva de l'AIT per a França. El 8 de febrer de 1871, és candidat, sense èxit, com a socialista revolucionari a les eleccions a l'Assemblea Nacional.

## La Comuna de París

Eugène Varlin. Retrat per Félix Vallotton aparegut a La Revue blanche el 1897.

En el 18 de març de 1871, Varlin prengué part a la presa de la Place Vendôme. El 24 de març, va participar en l'elaboració d'un manifest-programa de les seccions parisenques de l'AIT. Va ser elegit triomfalment el 26 de març al Consell de la Comuna pels districtes VI, XII i XVII, i va ser nomenat al comitè de finances. Assegura l'enllaç entre el municipi i les societats dels treballadors.
El 1er de maig, Varlin, igual que la majoria dels internacionalistes, s'oposà a la creació del comitè de salvació pública i signà el manifest de la minoria.
Durant la setmana sagnant, vol oposar-se en va a l'execució d'ostatges, a la rue Haxo, i va participar en els combats a Belleville.
El 28 de maig, l'últim dia de la setmana sagnant, amb la repressió terrible per l'exèrcit de Versalles, Eugène Varlin, és reconegut per un sacerdot al carrer Lafayette, va ser detingut i portat a Montmartre, on va ser linxat, encegat per la multitud i, finalment, afusellat pels «soldats de línia».

### Memòria
Moltes escoles i vies públiques porten el nom d'Eugène Varlin, incloent un carrer del districte 10 de París. Una plaça en el seu nom, va ser inaugurada el 21 de juny de 2006 en el districte 3 de Lió, entre la borsa de treball i el Palau de Justícia. Un carrer de Saint-Junien (Haute-Vienne), prop de la plaça de Lenin, al capdavant de la universitat i de la borsa de treball, porta el nom de Varlin des de 1932.

### Cita
«Tant qu'un homme pourra mourir de faim à la porte d'un palais où tout regorge, il n'y aura rien de stable dans les institutions humaines.»
«Mentre un home pugui morir de fam a la porta d'un palau on tot hi està a vessar, no hi haurà res estable a les institucions humanes.»